# Narcine oculifera
Narcine oculifera  (лат.) — вид скатов рода нарцин семейства лат. Narcinidae отряда электрических скатов. Это хрящевые рыбы, ведущие донный образ жизни, с крупными, уплощёнными грудными и брюшными плавниками в форме диска, выраженным хвостом и двумя спинными плавниками. Они способны генерировать электрический ток. Обитают в западной части Индийского океана на глубине 152 м. Максимальная зарегистрированная длина 35 см.

## Таксономия
Впервые вид был научно описан в 2002 году. Голотип был пойман сетью во время погружения с аквалангом в Оманском заливе на глубине 21 м. Паратипы: взрослый самец длиной 29,1 см, пойманный в Аденском заливе с помощью рейки-поплавка на глубине 37—91 м (11°57′ с. ш. 50°35′ в. д.), взрослый самец длиной 24 см, пойманный в Оманском заливе на глубине 106—152 м и взрослый самец длиной 35 см, пойманный в Аденском заливе на глубине 33—37 м. Видовое название происходит от слов лат. oculus  — «глаз» и др.-греч. φθορά — «носить» и связано с выпученными глазами, присущим скатам этого вида.

## Ареал
Narcine oculifera обитают в западной части Индийского океана на небольшой территории в Оманском и Аденском заливе у берегов Омана и Сомали. Эти скаты встречаются на глубине от 21 до 152 м на песчаном дне у скалистых рифов.

## Описание
У этих скатов широкие и закруглённые грудные плавники, образующие овальный диск. Имеются два спинных плавника и хвостовой плавник. Первый спинной плавник выше второго. Крупные глаза выпучены. Позади глаз расположены брызгальца. Глаза расставлены шире по сравнению с брызгальцами. Края брызгалец приподняты, переднебоковой край непрерывный. У основания грудных плавников перед глазами сквозь кожу проглядывают электрические парные органы в форме почек, которые тянутся вдоль тела до конца диска.
Дорсальная поверхность диска, спинных плавников и хвоста покрыта сетчатым узором красновато-коричневого цвета. На диске имеются почковидные и овальные пятна разного размера, хвостовой и спинные плавники усеяны мелкими белыми пятнами. Количество позвонков — 109. Максимальная зарегистрированная длина 35 см.

## Биология
Narcine oculifera являются донными морскими рыбами. Они размножаются яйцеживорождением, эмбрионы вылупляются из яиц в утробе матери и питаются желтком и 
гистотрофом. Голотипом была назначена беременная самка, у которой в правой матке находились 3 эмбриона на поздней стадии развития, а левая была наполнена массой оплодотворённых яиц. Этот факт даёт основание предположить, обе матки являются функциональными, но действуют асинхронно. Самцы и самки достигают половой зрелости при длине 24 см и 32,5 см соответственно.

## Взаимодействие с человеком
Эти скаты не представляют интереса для коммерческого рыбного промысла. Изредка они попадаются в качестве прилов при коммерческом промысле. На рынке эти рыбы не встречаются.  В Эксклюзивной экономической зоне Омана траление запрещено, что, вероятно, благотворно влияет на численность донных видов рыб. Данных для оценки Международным союзом охраны природы статуса сохранности вида недостаточно.